# Región de los llanos de Bolivia

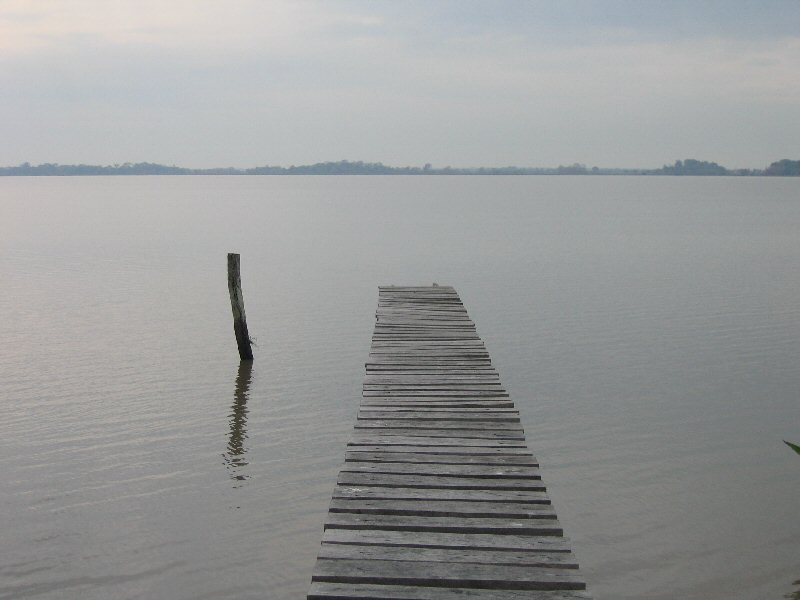
Lago en la región de los llanos orientales

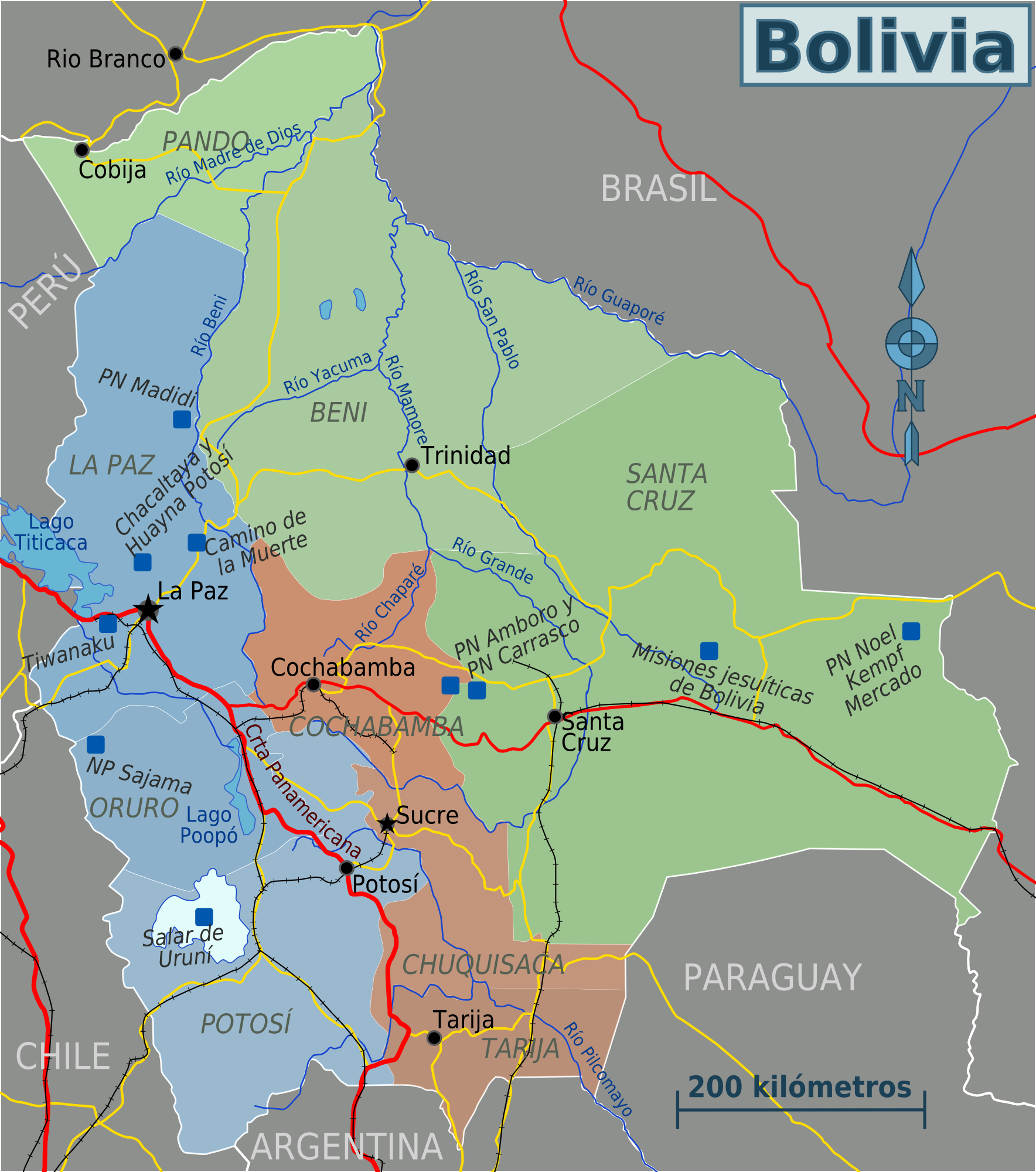
Mapa administrativo de las regiones de Bolivia delimitadas en términos turísticos:
Andina/Altiplano: La Paz, Oruro y Potosí.
Extensión geográfica: Cochabamba (oeste).
Valles/Sub-andina: Cochabamba, Chuquisaca y Tarija.
Extensión geográfica: La Paz (región central), Potosí (extremo este), Santa Cruz (oeste) y Beni (extremo sur).
Llanos orientales/Llanuras tropicales: Santa Cruz, Beni y Pando.
Extensión geográfica: La Paz (extremo norte), Chuquisaca (oriente - chaco), Tarija (oriente - chaco) y Cochabamba (oriente - extremo trópico).

La Región de Los Llanos Orientales, también llamada Tierras Bajas de Bolivia, es la denominación geográfica del sector oriental boliviano, qué abarca el norte, noreste, este y parte del sur de Bolivia. Esta región representa el 59% del territorio boliviano,lo que la convierte en la región más extensa del país con 703.040 km² de superficie.Se ubica al norte y noreste de la cordillera Oriental o Real, perteneciente a los Andes, y se extiende desde el departamento de Pando pasando por el norte del departamento de La Paz, el departamento del Beni, el departamento de Santa Cruz y por el Chaco en los departamentos de Tarija y Chuquisaca. Es decir, abarca toda el área desde los pies de los Andes hacia el río Paraguay, el punto a menor altura del país, con una altitud promedio de menos de 400 m s. n. m.
Se caracteriza por ser una tierra de llanuras, cubierta por extensas selvas de tipo amazónico y chaqueño y grandes lagos. En esta región se encuentran los ríos de las cuencas Amazónica y la del Río de la Plata provenientes del país así como países vecinos como lo son el río Mamoré, el río Beni y los lagos Rogagua y Rogaguado. Registra una temperatura media anual de 22 a 25 °C llegando hasta los 40 °C. Aquí se encuentra la mayor parte de la biodiversidad del país, así como las tierras cultivables más provechosas.
Dentro de la región se encuentran varias subregiones o ecorregiones geográficas, como la Amazonía boliviana, los Llanos de Moxos, los Llanos de Chiquitos, el Pantanal boliviano y el Chaco boliviano.

## Hidrografía
Hidrográficamente los llanos de Bolivia forman parte de las dos cuencas más grandes de Sudamérica, la Cuenca del Amazonas y la Cuenca del Plata.
Entre los ríos más importantes se encuentran el río Mamoré, que cuenta con una cuenca de 216.240 km² de superficie, el río Yata, la subcuenca del río Beni, que abarca 182.800 km², el río Iténez y otros como el río Orthon y el río Abuná.
Estos ríos sirven como medio de transporte de barcos de carga de todo tipo y además de barcos de pasajeros o vehículos.